# Saint-Christophe, Tarn

Saint-Christophe este o comună în departamentul Tarn din sudul Franței. În 2009 avea o populație de 127 de locuitori.

## Evoluția populației
| An        | 1975 | 1982 | 1990 | 1999 | 2006 | 2009 |
| --------- | ---- | ---- | ---- | ---- | ---- | ---- |
| Populație | 165  | 133  | 107  | 123  | 126  | 127  |